# うちのわんこ
うちのわんこはBSフジで2009年4月11日から2012年9月30日まで放送していたドキュメンタリー・情報番組。

## 概要
- ペットの中で人気のある犬にスポットを当て、犬のための情報番組としてスタート。
- 開始当初は、リサ・ステッグマイヤーがMCを務め、愛犬2匹と共に都内のペットカフェから、愛犬のためのアイデアグッズや、料理研究家DECOが愛犬が喜ぶ手作りおやつという構成で組まれていた。
番組改編を機にリサが降板し、現在はMC無しでVTRと改編以降もDECOは出演継続となり、手づくりごはんへとコーナー名を変えて放送している。
- また放送時間においても、開始当初は15分であったが、現在は10分拡大され25分となっている。

## 放送日時
- 本放送

毎週土曜 9:30 - 9:45（2009年4月11日 - 2010年4月11日）
毎週土曜 9:30 - 9:55（2010年4月3日 - 2012年3月31日）
毎週土曜 12:00 - 12:25（2012年4月8日 - 9月30日に終了）
- 再放送

毎週日曜 24:00 - 24:15（2009年4月11日 - 2010年3月28日）
　　　　　　 28:10 - 28:25（2009年10月4日 - 2010年3月28日）
毎週土曜 23:30 - 23:55（2010年4月3日 - 10月23日）
毎週土曜 24:30 - 24:55（2010年4月3日 - 10月3日）
毎週日曜 11:30 - 11:55（2010年10月10日 - 2011年3月27日）
毎週水曜 28:30 - 28:55（2011年7月6日 - 2012年3月28日に終了）

## スタッフ
- 制作協力:NEXTEP
- 制作著作:BSフジ